# 로마 약탈 (410년)
로마 약탈 (410년) (Sack of Rome)은 서기 410년 8월 24일 알라리크 1세가 이끄는 서고트족이 서로마 제국의 로마를 침공・함락시키고 시내를 약탈한 사건을 말한다.  서로마 제국의 수도는 402년 이후 라벤나로 옮겨져 있었고, 동로마 제국은 콘스탄티노플을 중심으로 하고 있었다. 도시 로마는 비록 제국의 수도는 아니였지만 동서로마 전체의 상징성을 지닌 도시였다. 기원전 387년 알리아 전투에서 이미 로마는 한 번 약탈당한 적이 있었고, 그로부터 800년이 지나 외적이 로마를 직접 침략하고 그 외적에 의해 로마가 함락당한 것은 제국 안팎으로 큰 동요를 불러일으켰다. 당시 베들레헴에 머무르고 있던 성직자이자 신학자 히에로니무스는 이 사건을 두고 『전세계를 수탈해 온 로마가 외적에게 수탈당하다니』라 기록하였다.

## 개요

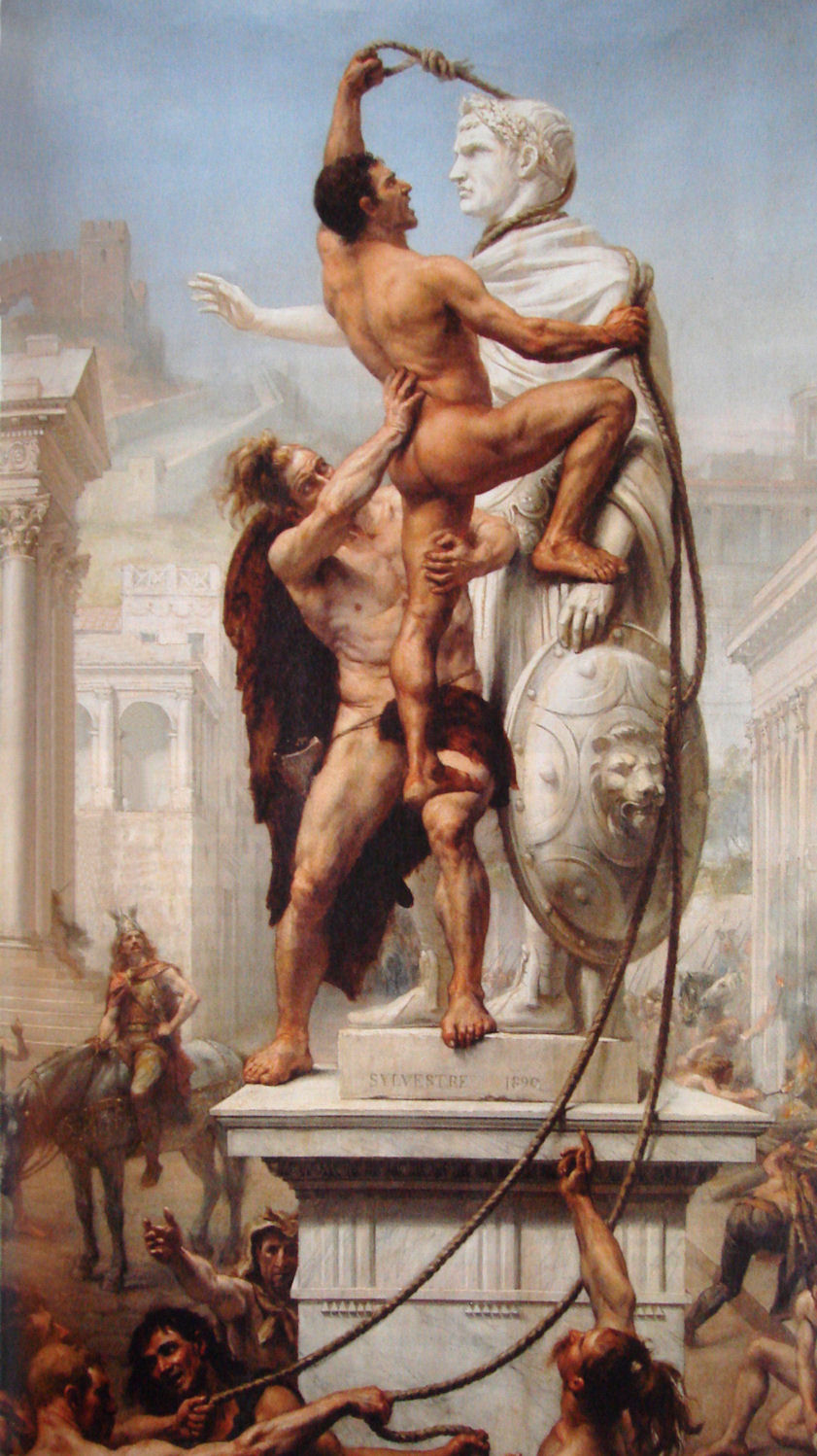
죠셉 노엘 실베스트르가 그린 로마 약탈.

### 서고트족의 침공과 로마 약탈까지(375년〜410년)
375년에 훈족의 약탈로 서고트족(비시고트)는 도나우강을 넘어 로마 제국 영역에 침입해 왔다. 378년에 황제 발렌스(재위 364년 - 378년)는 이를 격퇴하고자 군대를 지휘해 전쟁을 벌이지만, 하드리아노폴리스에서 벌어진 고트족과의 싸움에서 로마군은 대패하고 황제 자신도 죽음을 맞는다. 발렌스 사후 황제가 된 테오도시우스 1세(재위 379년 - 395년)는 382년 서고트족과의 평화조약을 체결하고 동맹자로써 제국 영내에 정주하는 것을 허락하였다.
395년에 테오도시우스 1세가 사망하고 제국은 둘로 나뉘어 동로마 제국 초대 황제가 된 아르카디우스(재위 395년 - 408년)는 선제가 체결한 서고트족에 대한 지급금 약속을 어겼다. 이에 서고트족은 새로 왕이 된 알라리크 1세(재위 395년 - 410년)를 위시해 반란을 일으켰다. 알라리크 1세가 이끄는 서고트족은 395년부터 발칸 반도의 주요 도시들을 습격해 막대한 배상금을 얻어냈다. 이를 막고자 하는 서로마 제국의 장군이자 재상 스틸리코의 추격을 피해 알라리크 1세는 400년에 이탈리아 반도 북부로 진군했다. 서로마 제국 초대 황제 호노리우스(재위 395년 - 423년)는 밀라노의 궁전을 떠나 라벤나로 천도하고, 스틸리코는 다시금 서고트를 격퇴하였다.
406년에 게르만 민족의 일파인 반달족・알란족・수에비족이 라인강을 넘어 서로마의 갈리아에 침입하고, 이베리아 반도로 향했다. 호노리우스 황제는 알라리크 1세에 대해 강화와 동맹군을 더해줄 것을 요청하면서 알라리크 1세에게 배상금을 주기로 약속했다. 그러나 서고트와의 협상을 주도한 스틸리코가 모반 혐의로 암살당하고, 강화가 결렬되자 알라리크 1세는 다시 이탈리아 반도를 습격했다.

### 로마 약탈
알라리크 1세는 다시 이탈리아 반도를 습격하였다. 호노리우스 황제가 있는 수도 라벤나로 향하지 않고 곧장 로마로 갔다. 410년 8월 24일에 서고트는 살라리아 관문(포르타 살라리아)에서 로마 시내로 밀고 들어왔고, 사흘 동안 도시를 약탈했다. 제국을 상징하는 많은 공공시설들이 약탈당하고 아우구스투스 영묘나 하드리아누스 영묘 같은 역대 황제의 묘소도 산산이 파괴되었다. 라테라노 궁전에 보관되어 있던 콘스탄티누스 대제가 기증한 은제 성합(聖盒, 키보리움)도 도난당했다. 가지고 나갈 수 있는 가치 있는 모든 것은 도시 전역에서 약탈당했다. 크게 파괴된 건물들은 포룸 로마눔의 원로원 회의장 부근과 살라리아 관문 부근에 한정되었다. 살라리아 관문 가까운 곳의 살루스티우스 정원은 파괴되어 두 번 다시 재건되지 못했다. 포룸 로마눔의 바실리아 아에미디아 및 바실리카 유리아도 이때 불타버렸다.
주민의 피해도 컸는데, 황제의 누이동생인 갈라 플라키디아를 포함한 많은 사람들이 포로가 되었고 대부분은 노예로 팔려가거나 강간・학살당하였다. 몸값을 지불하고 풀려나는 경우도 간간이 있었다.。난을 피해 주민들은 머나먼 아프리카 속주로 달아났다.

### 그 뒤
로마에서 사흘 동안 약탈을 벌인 알라리크 1세는 약탈한 금품과 포로를 거느리고 남쪽으로 향했다. 서고트 군세는 캄파니아・루카니아・카라프리아 지방을 종단・습격하며 누라나 카푸아도 약탈당했다고 전한다. 이탈리아 반도 남단까지 진군했지만 조달된 배가 풍랑으로 침몰하는 바람에 메시나 해협을 건너 시리아 속주나 아프리카 속주로 가지 못하고 로마 약탈 몇 개월 뒤 410년에 코센차에서 알라리크 1세가 병사하였다.
알라리크 사후 왕이 된 알라리크 1세의 의형제 아타울프(재위 410년~415년)는 412년, 서고트 군세를 거느리고 이탈리아반도 북쪽으로 알프스산맥을 넘어 갈리아에 난입한다. 414년, 아타울프는 포로로 잡았던 갈라 플라키디아(서로마 황제의 여동생)와 로마식 결혼을 올렸다. 이 결혼은 고트인이나 로마인의 관심을 끌었고 로마 제국을 고트족이 차지할 수도 있다는 의사의 표명, 내지 고트족의 힘으로 제국의 쇄신을 시도하려는 아타울프의 의지를 보여준 결과이기도 했다. 그러나 결혼 1년 뒤 아타울프는 사망했다. 415년, 갈리아에서 서고트 왕국(415년~711년)이 수립되었다. 그 뒤 서고트 왕국과 서로마 제국은 기본적으로는 우호적인 자세를 유지하였다.

## 같이 보기
- 서고트 왕국
- 서로마 제국의 몰락